# الکس هیگینز (بازیکن فوتبال، زاده ۱۹۸۱)
الکس هیگینز (انگلیسی: Alex Higgins؛ زادهٔ ۲۲ ژوئیهٔ ۱۹۸۱) بازیکن فوتبال اهل بریتانیا است.
از باشگاه‌هایی که در آن بازی کرده‌است می‌توان به باشگاه فوتبال شفیلد ونزدی، باشگاه فوتبال نورتویچ ویکتوریا، و باشگاه فوتبال کویینز پارک رنجرز اشاره کرد.